# 小池絵未
小池 絵未（こいけ えみ、1983年〈昭和58年〉11月7日 - ）は、東京都渋谷区出身のチアリーダー。身長158.5cm、血液型はAB型。

## 来歴
東京都渋谷区恵比寿生まれ。3歳の頃からクラシックバレエを習う。12歳の時に両親とともにアメリカ合衆国に渡り、ニュージャージー州にて数年間生活。ビザの関係で中学2年の時に帰国し、その後東京高等学校のチアリーディング部「JUICES」に所属。選抜メンバー16名のうちの一人としてチアリーディング日本選手権大会（ジャパンカップ）の2000年・2001年大会に出場し、いずれも3位に入賞した。
2002年、高校卒業後に再び一家で渡米しウエスタンケンタッキー大学に進みここでもチアリーディング部に所属した。大学ではホテルマネージメントを学んだ。卒業後、NHLのナッシュビル・プレデターズのチアリーダーに応募し合格、1年間務めた。
2009年6月、NBAのアトランタ・ホークスのチアリーダーに合格。この年はNHLのアトランタ・スラッシャーズの「アイスガール」も掛け持ちした。
2011年5月、NFL・ニューヨーク・ジェッツのチアリーダー、「フライト・クルー」に合格。これにより、日本人初の「NHL・NBA・NFLのアメリカメジャースポーツ全てのチアリーダー」となった。ジェッツの日本人チアリーダーは亀村和代に次いで2人目である。2012年5月、2年連続でフライト・クルーのメンバーに選ばれた。
フライト・クルー引退後の2013年からは、ワールドスポーツコミュニティ運営のプロチアダンスユニット「LOICX GIRLS☆」（ロイックスガールズ）のテクニカルディレクターを務める他、日本テレビのNFLハイライト番組「NFL倶楽部」に現地レポーターとして出演。
2019年からハワイ島に移住し、同年12月には不動産販売の免許を取得。ケラーウィリアムズ不動産社のセールスエージェントを務める傍ら、2020年6月には自身のYouTubeチャンネルを開設した。